# Cohicaleyrodes padminiae
Cohicaleyrodes padminiae là một loài côn trùng cánh nửa trong họ Aleyrodidae, phân họ Aleyrodinae.
Cohicaleyrodes padminiae được Phillips & Jesudasan năm David, Jesudasan & Phillips miêu tả khoa học đầu tiên năm 2006.